# Диокно, Хосе Райт
Хосе Райт Диокно GCrL (26 февраля 1922 — 27 февраля 1987), также известный как " Ка Пепе ", был филиппинским националистом, юристом и государственным деятелем. Считающийся «отцом прав человека», он был сенатором Филиппин, министром юстиции, председателем-основателем Комиссии по правам человека и основателем Группы бесплатной юридической помощи (FLAG), ведущей группы Филиппинские юристы-правозащитники.
Диокно — единственный человек, получивший лучшие результаты как на филиппинском экзамене на адвоката, так и на экзамене для дипломированных бухгалтеров (CPA). Его карьера была посвящена продвижению прав человека, защите суверенитета Филиппин и принятию профилиппинского экономического законодательства. В 2004 году Диокно был посмертно награждён Орденом Лакандула со званием Супремо — высшей наградой Филиппин. 27 февраля, на следующий день после его дня рождения, на Филиппинах отмечается День Хосе В. Диокно.

## Сенатор

#### Авторы законов и законопроектов
- Закон о стимулировании инвестиций, RA 5186;
- Закон о стимулировании экспорта, RA 6135;
- Закон о Комиссии по нефтяной промышленности, RA 6173;
- Совместная резолюция № 2;
- пересмотренный закон о выборах;
- Закон о внесении дополнительных поправок в Закон о выходе на пенсию в вооружённых силах, RA 4902;
- Закон о равной оплате за равный труд;[7]
- Законопроект о киноиндустрии;
- законопроект об упорядочении апелляционного процесса в суде по аграрным отношениям;
- законопроект о льготах муниципальным и городским судьям;
- законопроект о создании окружных уголовных судов;
- законопроект о национализации использования внутреннего кредита;[8]

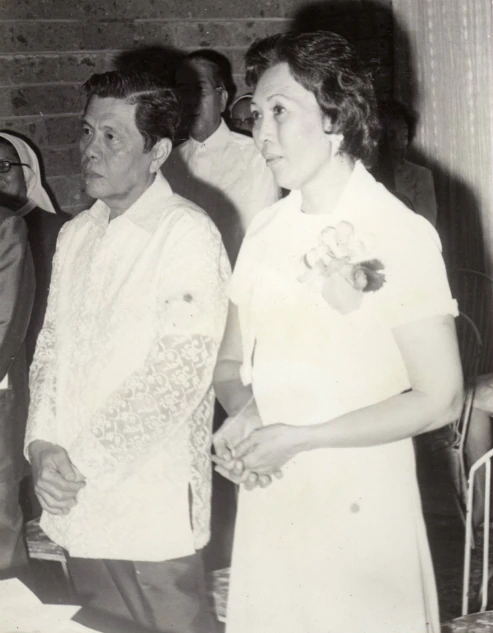
Сен. Диокно празднует с Кармен годовщину их серебряной свадьбы, пока он ещё находился под стражей, 28 марта 1974 года.

### Правозащитная работа

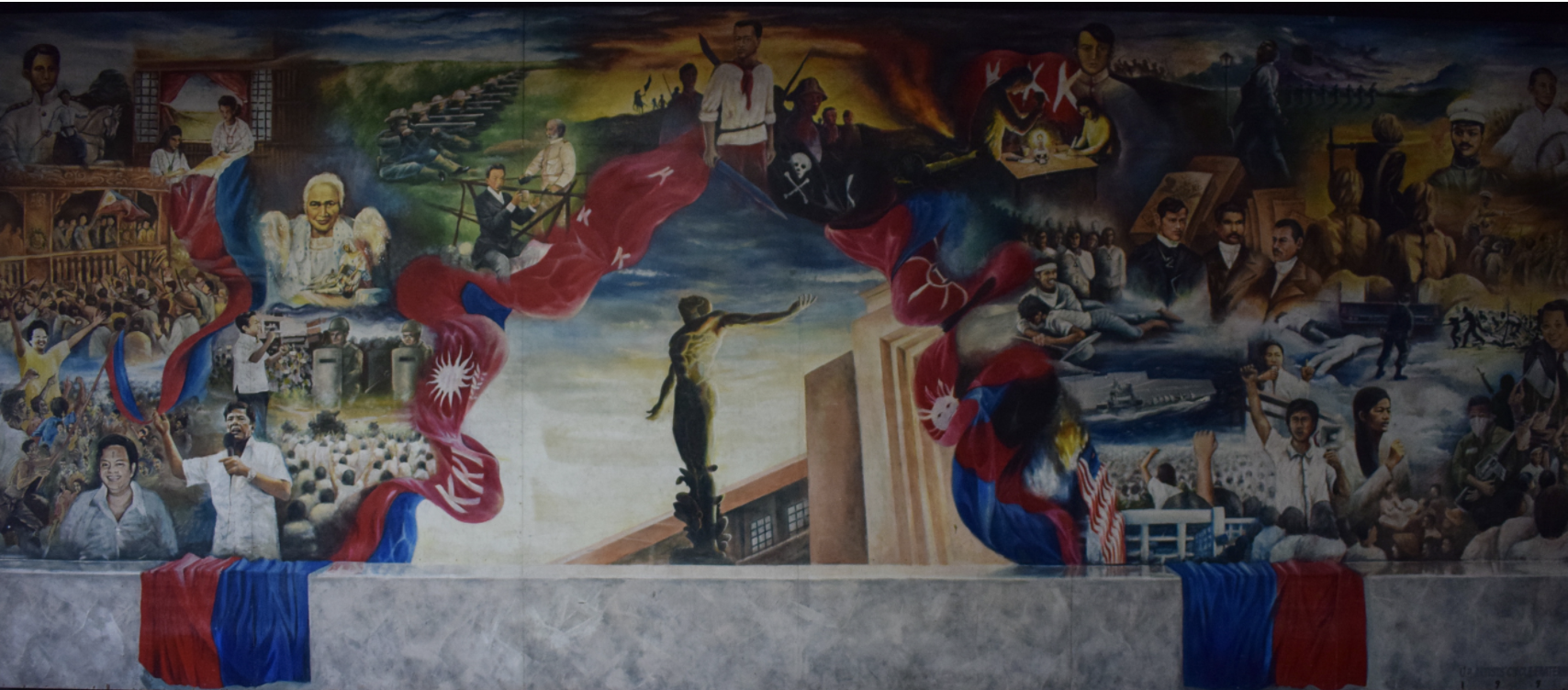
Диокно в левом нижнем углу картины в UP держит микрофон.

Сразу после освобождения в 1974 году Диокно создал Группу бесплатной юридической помощи или FLAG, которая предоставляла бесплатные юридические услуги жертвам военного положения. Это была первая и крупнейшая ассоциация адвокатов по правам человека, когда-либо собиравшаяся в стране. В суде Диокно лично защищал племенные группы, крестьян, социальных работников, которым угрожала эксплуатация, и военные зверства, которые он представлял на безвозмездной основе. FLAG популяризировала юридическую помощь в целях развития и даже раздавала своим клиентам пособия. Это привело к принятию новых законов, требующих от недавно приведенных к присяге адвокатов оказывать бесплатную юридическую помощь в течение определённого периода времени.

FLAG рассмотрела 90 процентов дел о нарушении прав человека в стране, а также разработала программы по просвещению граждан в области прав человека. Диокно также участвовал в документировании случаев пыток, казней без надлежащего судебного разбирательства и исчезновений при режиме Маркоса. Диокно не боялся быть снова арестованным и ездил по Филиппинам и за их пределы, распространяя послание надежды и демократии. В другой часто цитируемой речи он однажды пошутил:
И так закон в стране умер. Я скорблю об этом, но я не отчаиваюсь по этому поводу. Я знаю с уверенностью, что никакие доводы не могут повернуться, никакой ветер не может сотрясти, что из его праха возникнет новый и лучший закон: более справедливый, более человечный и более гуманный. Когда это произойдет, я не знаю. Что это произойдет, я знаю. 

### Почести, награды и историческая репутация
После кончины Диокно президент Кори Акино объявил 2-12 марта 1987 г. периодом национального траура с приспущенными флагами. Выражая свое горе, Акино сказала: « Пепе бросил вызов диктатуре Маркоса с достойным и красноречивым мужеством, которое наша страна надолго запомнит». Она процитировала то, что её муж Ниной часто говорил своим друзьям, что Диокно был «единственным человеком, за которым он беспрекословно следовал бы до края земли», и что он был «самым блестящим филиппинцем». В составе группы интеллектуалов KAAKBAY профессор UP Рэнди Дэвид восхищался Диокно и называл его «лучшим президентом, которого у нас не было», а лондонская Amnesty International назвала его «поборником справедливости и прав человека в Азии». Диокно стал известен в Соединённом Королевстве после создания документального фильма о военном положении под названием «Споем нашу собственную песню» с Британской радиовещательной корпорацией в

## Личная жизнь и потомки

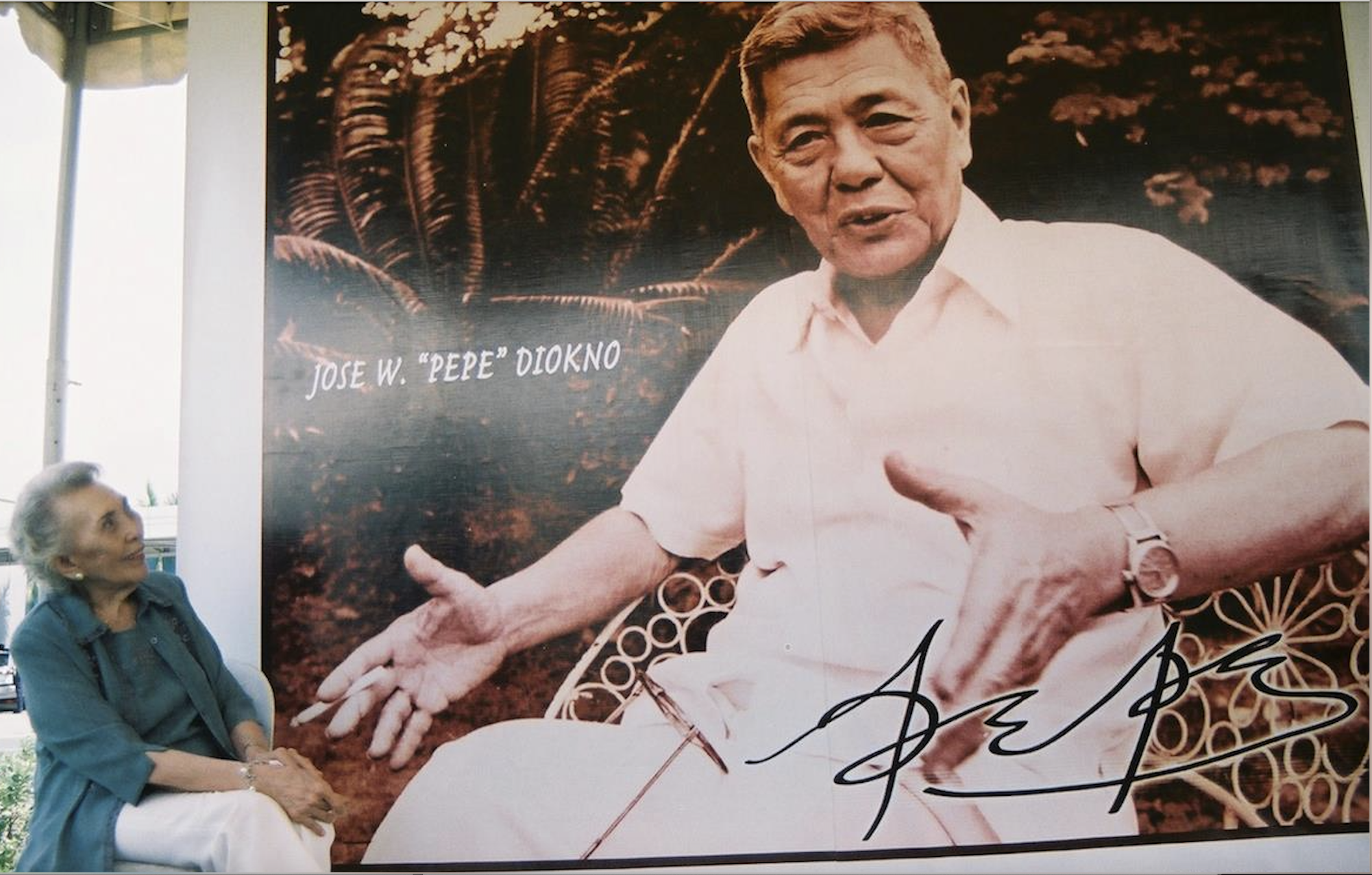
Кармен Диокно

Сен. Диокно был женат на Кармен Рейес " Нена " Икасиано 28 марта 1949 года в церкви Эрмита, от которой у него было десять (10) детей, в основном названных в честь святого Иуды Фаддея, святого безнадёжного дела: Кармен Леонор или Менч, который был родился через год после свадьбы и стал выпускником колледжа, затем сначала присоединился к швейной промышленности с мужем Эмилем Эскеем, прежде чем работать в НПО; Хосе Рамон или Попой, присоединившийся к группе компаний Lopez, создавшей корпорацию ABS-CBN ; Мария Пас Тадеа или Пэт, которая присоединилась к банковским компаниям в Европе и внутри страны, таким как ComBank ; Мария Серена Энкарнасьон или Марис, всемирно признанный историк; Мария Тереза Тадеа или Майтет, которая с отличием окончила экономический факультет Университета UP и была исполнительным директором некоммерческого учреждения под названием IBON Foundation ; Ма. Сокорро Тадеа или Куки, который был генеральным секретарем Регионального совета по правам человека в Азии и генеральным секретарем FLAG с 1976 года; Хосе Мигель Тадео или Майк, юрист из США; Хосе Мануэль Тадео или Чел, декан и юрист; Мария Виктория Тадеа или Майя, также юрист и секретарь CHR своего отца; и Мартин Хосе Тадео, сингапурский архитектор из UST, которого усыновили, когда ему было две недели. У Диокно также есть как минимум 18 внуков и 11 правнуков.